# Carenscoilia
Carenscoilia är ett släkte av plattmaskar. Carenscoilia ingår i familjen Coelogynoporidae.
Kladogram enligt Catalogue of Life:
| Carenscoilia | \| \| Carenscoilia bidentata \| \| \| \| \| \| Carenscoilia biforamen \| \| \| \| \| \| Carenscoilia monostyla \| \| \| \| |
|              | \| \| Carenscoilia bidentata \| \| \| \| \| \| Carenscoilia biforamen \| \| \| \| \| \| Carenscoilia monostyla \| \| \| \| |
|              | Cirrifera |
|              | |
|              | Coelogynopora |
|              | |
|              | Ezona |
|              | |
|              | Invenusta |
|              | |
|              | Macroatrium |
|              | |
|              | Pseudovannuccia |
|              | |
|              | Stilivannuccia |
|              | |
|              | Vannuccia |
|              | |
|              | Carenscoilia bidentata |
|              | |
|              | Carenscoilia biforamen |
|              | |
|              | Carenscoilia monostyla |
|              | |

|  | Carenscoilia bidentata |
|  |                        |
|  | Carenscoilia biforamen |
|  |                        |
|  | Carenscoilia monostyla |
|  |                        |